# Messiah (serie de televisión)
Messiah o Mesías es una serie de televisión web creada por Michael Petroni. La serie es protagonizada por Mehdi Dehbi, Tomer Sisley y Michelle Monaghan. La serie fue estrenada el 1 de enero de 2020 a través de la plataforma Netflix. En marzo de 2020, la serie fue cancelada después de una temporada.

## Argumento
La serie trata sobre una agente de la CIA que investiga a un hombre que apareció en Medio Oriente y atrae a un número creciente de personas que creerán que él es el Mesías.

## Elenco y personajes

### Principal
- Michelle Monaghan como la agente de la CIA, Eva Gellar
- Mehdi Dehbi como Al-Massih ad dajjal[6]
- John Ortiz como Félix Iguero
- Tomer Sisley como Aviram Dahan[6]
- Melinda Page Hamilton como Anna Iguero
- Stefania LaVie Owen como Rebecca Iguero
- Jane Adams como Miriam Keneally
- Sayyid El Alami como Jibril Medina
- Fares Landoulsi como Samir
- Wil Traval como Will Mathers

### Recurrente
- Philip Baker Hall como Kelman Katz[7]
- Beau Bridges como Edmund DeGuilles[7]
- Hugo Armstrong como Rubén
- Barbara Eve Harris como Katherin
- Nimrod Hochenberg como Israel
- Emily Kinney como Staci Kirmani
- Jackson Hurst como Jonah Kirmani
- Nicole Rose Scimeca como Raeah Kirmani
- Ori Pfeffer como Alon
- Kenneth Miller como Larry
- Assaâd Bouab como Qamar Maloof
- Dermot Mulroney como el presidente Young

## Primera y única temporada
| N.º | Título                                                   | Dirigido por   | Escrito por                             | Fecha de lanzamiento original |
| --- | -------------------------------------------------------- | -------------- | --------------------------------------- | ----------------------------- |
| 1 | «He That Hath an Ear» «El que tiene oído»                | James McTeigue | Michael Petroni                         | 1 de enero de 2020            |
| Un predicador callejero vestido de amarillo (Mehdi Dehbi) predica a una multitud en Damasco, instándolos a mantener la calma y no preocuparse de que su ciudad sea capturada por el Estado Islámico, ya que Dios ha ordenado que no suceda. |                                                          |                |                                         |                               |
| 2 | «Tremor» «Levantamiento»                                 | James McTeigue | Michael Petroni y Bruce Marshall Romans | 1 de enero de 2020            |
| Con Al-Masih escapando, se está gestando un incidente internacional a medida que la gente que él condujo a la frontera de Israel muere de hambre; cuando les llega la noticia de su fuga, cuentan con una mayor determinación de quedarse. |                                                          |                |                                         |                               |
| 3 | «The Finger of God» «El dedo de Dios»                    | James McTeigue | Amy Louise Johnson y Kelly Wiles        | 1 de enero de 2020            |
| Un tornado golpea Dilley, Texas y Al-Masih está allí, rescatando a Rebecca, hija del pastor de la ciudad Félix Iguero. Un video de esto es interceptado por la CIA, que estableció un bloqueo en las redes sociales. |                                                          |                |                                         |                               |
| 4 | «Trial» «Juicio»                                         | James McTeigue | Michael Brandon Guercio                 | 1 de enero de 2020            |
| La abogada de Al-Masih le dice que si bien es probable que el tribunal confirme el cargo de ingreso ilegal a Estados Unidos, cree que puede sacarlo del centro federal de detención de inmigrantes en el que se encuentra recluido. |                                                          |                |                                         |                               |
| 5 | «So That Seeing They May Not See» «Porque viendo no ven» | Kate Woods     | Emily Silver                            | 1 de enero de 2020            |
| En los Altos del Golán, Jibril gravemente herido es atendido por su amigo y compañero seguidor de Al-Masih, Samir (Fares Landoulsi). Sin embargo, a los refugiados les está yendo mal y pronto Samer pregunta por qué Jibril tiene tanta fe y lo llama "loco" por no buscar atención médica en otro lugar, ya que sus heridas podrían matarlo. |                                                          |                |                                         |                               |
| 6 | «We Will Not All Sleep» «No todos dormiremos»            | Kate Woods     | Michael Petroni y Michael Bond          | 1 de enero de 2020            |
| Al-Masih despierta al reverendo Iguero, diciéndole que es hora de que se vayan y exigiéndole que elija el destino. El reverendo Iguero en conflicto decide desarraigar a su familia, para disgusto de su esposa, Anna (Melinda Page Hamilton), aunque para deleite de su hija. |                                                          |                |                                         |                               |
| 7 | «It Came to Pass as It Was Spoken» «Creo mientras hablo» | Kate Woods     | Eoghan O'Donnell                        | 1 de enero de 2020            |
| El mundo está alborotado después del milagro de Al-Masih, incluso con la Congregación para las Causas de los Santos investigando. Samir, junto con muchos otros que desertaron de las enseñanzas de Al-Masih, terminan en un complejo en el desierto de Badia dirigido por un hombre que piensa que Al-Masih es Al-Masih ad-Dajjal; mientras que Jibril, fiel a Al-Masih, termina en Ramala, recibido como un liberador. |                                                          |                |                                         |                               |
| 8 | «Force Majeure» «Fuerza mayor»                           | Kate Woods     | Eoghan O'Donnell                        | 1 de enero de 2020            |
| El presidente de Estados Unidos (Dermot Mulroney) tiene una reunión secreta con al-Masih; al-Masih exige que el presidente retire todas las tropas estadounidenses de todo el mundo, utilizando la fe mormona del presidente en un intento por convencerlo. Al día siguiente, al-Masih revela a los medios que la reunión tuvo lugar, para enfado del reverendo Iguero, a quien no se le informó de antemano. Más tarde, la hija del reverendo Iguero le revela que su madre, Anna, la llevó a Austin, Texas, para abortar. Su hija también dice que al-Masih vino a Texas por ella, no por el reverendo Iguero. Más tarde, al-Masih intenta convencer a Anna Iguero de que deje ir a "su [hija]" para ser "su propia persona". En Jerusalén, un guardia admite haber liberado a al-Masih de prisión, poniendo fin a la investigación sobre Aviram Dahan. |                                                          |                |                                         |                               |
| 9 | «God Is Greater» «Dios es grande»                        | James McTeigue | Bruce Marshall Romans                   | 1 de enero de 2020            |
| El presidente de los Estados Unidos mantiene una reunión secreta con al-Masih, quien exige la retirada de todas las tropas estadounidenses de todo el mundo, utilizando la fe mormona del presidente para intentar convencerlo. Al día siguiente, al-Masih revela a los medios de comunicación que la reunión tuvo lugar, para enfado de Iguero, que no fue informado de antemano. Rebecca revela a Iguero que su madre, Anna, la llevó a Austin, Texas, para que se hiciera un aborto. También revela que al-Masih vino a Texas por ella, no por él. Más tarde, al-Masih intenta convencer a Anna de que la deje "ir [a Rebecca]" para que sea "su propia persona". En Jerusalén, un guardia admite haber liberado a al-Masih de la prisión, poniendo fin a la investigación sobre Dahan. |                                                          |                |                                         |                               |
| 9 | «The Wages of Sin» «La paga del pecado»                  | James McTeigue | Michael Petroni                         | 1 de enero de 2020            |
| El jefe de gabinete de la Casa Blanca filtra a la prensa el verdadero nombre de al-Masih y revela que fue criado por un ilusionista, lo que causa consternación entre los seguidores de al-Masih. Geller descubre que Dahan ha secuestrado a al-Masih, a pesar de que se le ha concedido asilo. La CIA rastrea el "avión diplomático" mientras vuela de regreso a Oriente Medio. Al-Masih habla con Dahan y le dice que Dios lo ama, que cada momento es una oportunidad para elegir el bien o el mal y que lo último que Dahan verá antes de morir será el rostro de un niño al que mató en Megiddo. Uno de los motores del avión explota; Dahan, temeroso, mira a los ojos a al-Masih, que no parece en absoluto preocupado. El avión se estrella al sur de la cordillera Ksour de Argelia mientras Geller lo rastrea. Geller se enfrenta al jefe de gabinete por filtrar información clasificada y por orquestar el accidente. Un pastor en edad escolar se encuentra con el lugar del accidente en el desierto, rodeado místicamente por un campo de amapolas. Le dice a Dahan que él y un segundo pasajero estaban muertos, pero que vio cómo Al-Masih los tocaba y ambos volvieron a la vida. Dahan, conmocionado, ve al otro pasajero resucitado de rodillas, besando la mano de Al-Masih. |                                                          |                |                                         |                               |

## Recepción
En el portal de internet IMDb, la primera temporada tiene una puntuación de 7.6/10 basada en 47 00 votos de los usuarios. En el portal de internet Rotten Tomatoes, la primera temporada posee una aprobación de la audiencia de 91% basada en 829 reseñas, con una puntuación de 44% por parte de la crítica.
El tráiler recibió una recepción negativa por parte de algunas audiencias musulmanas. En diciembre de 2019, se anunció en una conferencia de prensa que la Comisión Real de Cine de Jordania solicitó a Netflix que se abstuviera de transmitir El Mesías en el país debido al tema provocativo y el controvertido contenido religioso cubierto en la serie.